# Spectrobes
Spectrobes (化石超進化 スペクトロブス?, Kaseki chōshinka Supekutorobusu, lett. "Super evoluzione-fossile Spectrobes") è un videogioco del genere Action RPG sviluppato dalla Jupiter e pubblicato dalla Disney Interactive Studios nel 2007 per console Nintendo DS.

## Trama
Due poliziotti in pattuglia per il Sistema Stellare di Nanairo, Rallen e Jeena, ricevono un SOS dal vicino pianeta Daichi. Appena giunti sul pianeta scoprono una capsula criogenica con all'interno un anziano addormentato. Intanto Rallen trova un oggetto che incastra nel polsino della sua tuta, ma all'improvviso viene risucchiato da un vortice nero con all'interno dei mostri chiamati Krawl; dal misterioso oggetto sul suo polso fuoriescono due creature enormi che ingaggiano una furente battaglia con i Krawl, gli Spectrobes, loro acerrimi nemici.
A fine battaglia Rallen e Jeena portano in salvo l'anziano, il quale risvegliatosi racconta di chiamarsi Aldous e che i Krawl sono bestie divorapianeti, i responsabili della distruzione del suo Sistema Solare, Giorna. L'unica speranza di salvezza sono gli Spectrobes, esseri contenuti nell'oggetto rinvenuto da Rallen sul pianeta, il Prizmod. Il problema è che gli Spectrobes sono allo stato fossile, ma senza perdersi d'animo Aldous installa sulla navetta di Rallen e Jeena un laboratorio e risveglia un fossile, il quale diventa istantaneamente uno Spectrobe cucciolo, un Komainu.
Aldous da poi a Rallen il Prizmod con il cucciolo e gli affida la missione di risvegliare il maggior numero di Spectrobes e di annientare i Krawl. Durante il suo viaggio Rallen affronta i Krawl, che tentano di impossessarsi del quartier generale della Polizia Planetaria di Nanairo, un avido cercatesori di nome Cyrus, abitante su un pianeta desertico chiamato Nessa, l'amichevole professoressa Kate, studiosa di antiche rovine su Ziba, un pianeta dal forte campo magnetico accerchiato da due lune, e i Krawl soldati sulle lune di Ziba e nelle rovine di Nessa. Alla fine Rallen riceve uno strano messaggio dal Comandante: il pianeta Meido è scomparso.
Aldous spiega loro che il nido dei Krawl si trova lì, ma non è possibile raggiungerlo perché le navi della PPN non possono andare oltre Ziba. Fortunatamente, la professoressa Kate dice a Rallen di andare alle rovine di Nessa poiché quelle non sono rovine ma un'antica astronave. Rallen e Jeena la riattivano e raggiungono Meido. Qui Rallen evoca lo Spectrobe Sommo Tindera e riesce a distruggere il Krawl Gigagorga, riportando così la pace su Nanairo.

## Caratteristiche
Il videogioco è caratterizzato da una grafica tridimensionale e l'intero mondo di gioco è visualizzato su entrambi gli schermi del DS.
Per scavare ed estrarre i fossili di Spectrobes è sufficiente utilizzare il pennino del DS, soffiare sul microfono per eliminare la polvere, portare il fossile nel laboratorio e quindi urlare nel microfono "SVEGLIATI!".
Gli Spectrobes crescono e si evolvono nell'incubatrice in dotazione al Laboratorio. Il percorso evolutivo degli Spectrobes prevede 128 livelli. Le battaglie sono caratterizzate da una grafica 3D in tempo reale a cui partecipa, oltre agli Spectrobes contenuti nel Prizmod, anche Rallen. Durante le battaglie è possibile caricare gli Spectrobes per eseguire spettacolari attacchi combo che colpiscono tutti i Krawl.
Gli attacchi degli Spectrobes Sommi sono preceduti da animazioni tridimensionali al termine delle quali i Krawl vengono annientati con due colpi in rapida sequenza. Si possono effettuare delle battaglie tra amici in modalità wireless e dei tornei che possono comprendere fino a 16 partecipanti. Esistono anche delle carte speciali che, se attivate all'interno del gioco, consentono lo sblocco di oggetti e Spectrobes introvabili, quali Windora e Vilakroma. Grazie alla modalità Wi-Fi del DS è possibile scaricare da Internet filmati, componenti rari, minerali rari e Spectrobes rarissimi, come ad esempio Thundora.

## Personaggi
- Rallen: Agente della PPN che ha il compito di risvegliare il maggior numero di Spectrobes e di salvare il Sistema Stellare di Nanairo dai Krawl. È determinato, coraggioso e un abile pilota.
- Jeena: Tecnica della PPN e collega di Rallen. È caratterizzata da una grande astuzia, è intelligente e ha un gran colpo d'occhio. Resta sempre in contatto con Rallen.
- Aldous: L'anziano proveniente da Giorna che rivela a Rallen e Jeena la minaccia dei Krawl e la potenza degli Spectrobes.
- Comandante Grant: Comandante della PPN che da consigli e missioni a Rallen. Viene salvato da Rallen dall'attacco dei Krawl esploratori (Vilokken) alla PPN.
- Professoressa Kate: Studiosa delle antiche rovine di Nessa molto dolce e disponibile. Ha sede su Ziba e dice a Rallen come raggiungere il pianeta Meido.
- Cyrus: Avido cercatore di tesori residente a Lilton. Ricatterà Rallen per due volte ma in entrambi i casi resterà con le mani in mano.
- Professor Wright: Studioso di fossili su Genshi. Verrà salvato da Rallen durante l'attacco dei Krawl nella foresta e gli donerà un fossile contenente un componente.
- Webster: Il curatore del museo di Kollin appassionato di monili e reperti rari da esporre. È un anziano molto prolisso che sotto ordine della professoressa Kate aiuterà Rallen.
- Komainu: Spectrobe Cucciolo che aiuta Rallen nella ricerca di fossili.

## I tipi di Spectrobes
Gli Spectrobes si suddividono in tre tipi: Corona, Aurora e Flash.
Le leggi che regolano i tre tipi sono: Corona batte Aurora, Aurora batte Flash e Flash batte Corona.
Nel videogioco gli Spectrobes di tipo Corona sono di colore Rosso e hanno come simbolo di identificazione due cerchi rossi uno dentro l'altro.
Gli Spectrobes di tipo "Aurora" sono di colore Verde e hanno come simbolo di identificazione un bagliore verde.
Gli Spectrobes di tipo "Flash" sono di colore Blu e hanno come simbolo di identificazione un flash celeste.

## Stadi evolutivi degli Spectrobes
Gli stadi evolutivi degli Spectrobes sono i seguenti:
- Cucciolo: Il primo stadio. Lo Spectrobe Cucciolo non sa combattere ma si rivela un ottimo cercatore di minerali e fossili.
- Adulto: Lo stadio intermedio. Lo Spectrobe Adulto impara a difendersi con semplici ma potenti attacchi fisici.
- Evoluto: Lo stadio perfetto. Lo Spectrobe Evoluto sferra potenti e devastanti attacchi fisici e psichici.
- Sommo: Esistono solo 7 Spectrobes di questo stadio, uno per elemento (Fuoco, Ciclone, Tuono, Martello, Plasma, Ghiaccio e Vento); sono gli dei del mondo Spectrobe, in quanto la loro forza è tale da poter devastare interi pianeti. Questo stadio non è raggiungibile da nessuno Spectrobe.
- Chroma Change: Una particolare evoluzione che può avvenire in qualunque stadio (a parte il Sommo) facendo mangiare allo Spectrobe dei particolari minerali denominati Cromo1, Cromo2 e Cromo3, e che consente a uno Spectrobe di cambiare colore della propria pelle grazie a dei particolari minerali. Esistono tre tipi di colore per ogni Spectrobe, ossia Base, Custom1 e Custom2.
- Mode Change o Applicazione Componenti: Un particolare tipo di evoluzione in cui lo Spectrobe viene potenziato con vari componenti, tra cui mazza ferrata, spada, bombe, martello, corna, ali, cannone, scudo, ecc. Avviene solo negli Spectrobes Adulti ed Evoluti, e grazie a dei particolari componenti presenti nei fossili che possono essere applicati nell'incubatrice del Laboratorio dopo averla potenziata col ritrovamento del cubo Ipsilon nella giungla su Genshi.

## Geo, Spectrobes allo Stadio Sommo
Per ottenere uno Spectrobe allo stadio Sommo il percorso evolutivo non basta, in quanto non è possibile ottenere uno Spectrobe Sommo semplicemente addestrando un Spectrobe Evoluto. La potenza di questi Spectrobe è incredibilmente elevata, tanto che è stata rinchiusa in 7 gemme note come Geo, una per Sommo.
I nomi degli Spectrobes Sommi sono:
- Tindera: Spectrobe dalle sembianze di un serpente dal corpo infuocato con due enormi spade di fuoco azzurro. Simboleggia il Fuoco.
- Zorna: Spectorbe dalla sembianze di un anziano saggio avvolto da un ciclone capace di manipolare i venti. Possiede una grande intelligenza e simboleggia il Ciclone.
- Fulvina: Spectrobe composto da varie teste di serpente fuoriuscenti da un'enorme giara di fulmini dal potere di manipolare le scariche elettriche. Rappresenta la violenza del Tuono.
- Larrup: Spectrobe enorme dalle sembianze del dio nordico Thor per via del suo enorme martello. Simboleggia la Distruzione.
- Voltorn: Creatura enorme somigliante ad antiche rovine dal potere di emettere onde d'urto plasmatiche magnetiche capaci di radere tutto al suolo. Simboleggia il Plasma
- Artezza: Spectrobe ibrido tra un drago azzurro e un ippocampo formato interamente di ghiaccio. Simboleggia il Gelo Eterno.
- Shulla: Spectrobe dalle sembianze di un uccello drago dalle ali affilate ed avvolto dalle nubi dell'Ade. Rappresenta il Vento Infuocato.

I Geo possono essere ottenuti solo dopo aver sconfitto il Krawl Finale su Meido e aver annientato vari Buchi Neri sparsi per Nanairo. Questa regola vale per tutti, meno che per Tindera, ottenibile infatti nei torrenti di lava su Genshi dopo aver trovato il Cristallo antico su Himuro e averlo fatto analizzare ad Aldous.

## Colpi speciali
Durante i combattimenti contro i Krawl è possibile caricare una barra costituita da quattro tacche che permette agli Spectrobes adulti ed evoluti di attaccare con mosse particolarmente efficaci. Ogni mossa, per essere eseguita, consuma un determinato numero di tacche, con un massimo di tre. La barra, quando viene caricata al massimo, consente di eseguire i cosiddetti "Attacchi Combo", ovvero un attacco eseguito da entrambi gli Spectrobes alleati che infligge due colpi in rapida sequenza a tutti i Krawl sul campo; questa mossa, se eseguita da due Spectrobes che hanno passato molto tempo insieme nell'incubatrice, sarà molto più efficace.

## Abilità di cercatori degli Spectrobes Cuccioli
Ogni Spectrobe Cucciolo ha l'abilità di localizzare sia minerali che fossili e per farlo hanno un raggio di ricerca che varia da Spectrobe a Spectrobe.
Il raggio varia da 2 (Masetto) a 7 (Gejio e Harumi).
Alcuni Spectrobes come Kasumi o Nagu hanno come raggio di ricerca 6 ma possono cercare solo fossili, mentre altri come Gejio o Harumi hanno come raggio di ricerca 7 ma possono cercare solo minerali.
Il miglior Spectrobe cercatore è Danawa poiché ha come raggio di ricerca 6 e può cercare sia fossili che minerali, tuttavia è uno Spectrobe abbastanza raro. È possibile trovarlo nella 3ª area di Nessa dopo aver raggiunto il pianeta Himuro.

## Il Sistema di Nanairo
Il Sistema di Nanairo è composto da sette pianeti elencati qui sotto:
- Genshi: È il pianeta più vicino al Sole. È ricoperto di lussureggianti foreste ed è caratterizzato dalla forte attività vulcanica. Ha sede un laboratorio di ricerca.
- Daichi: Un pianeta coperto di praterie e ricco di Altopiani dove l'aurora ha effetti pericolosi.
- Kollin: Capitale del Sistema Stellare di Nanairo dove hanno sede il Quartier Generale della PPN e il museo. Il pianeta è simile alla Terra.
- Nessa: Gigantesco pianeta desertico perennemente battuto da incessanti tempeste di sabbia e sede di antiche rovine. Sul pianeta c'è una sola città, Lilton, popolata da cercatori di tesori. Il pianeta è identico al nostro Saturno.
- Ziba: Un pianeta dal forte campo magnetico nella cui orbita ci sono due lune, Akaboshi e Aoboshi.
- Himuro: Pianeta ghiacciato la cui orbita è in sincronia con Meido, in realtà meccanico, costruito dagli antichi in caso di attacco dei Krawl, al suo interno è nascosto il cristallo antico e un meccanismo che consente di modificare la sua orbita.
- Meido: Corpo celeste situato ai confini del Sistema Stellare e perennemente avvolto da spessi strati di nubi gassose. Segue la stessa orbita del Sole. Unico a Nanairo vi crescono dei particolari funghi che ridanno l'energia.

## Differenze
Molti sostengono che Spectrobes sia una copia dei Pokémon, tuttavia di uguale c'è solo il fatto che bisogna collezionare creature.
Secondo Kentaro Hisai, produttore del videogioco, le differenze tra i due tipi di videogiochi sono le seguenti: nei giochi della serie Pokémon la grafica durante le battaglie è prevalentemente bidimensionale (salvo in titoli come Pokémon Colosseum) e i combattimenti sono a turni, quando a Spectrobes le battaglie sono tridimensionali ed in tempo reale, i Pokémon vengono catturati dai loro allenatori mentre gli Spectrobes vengono estratti dalla terra e risvegliati.

## Successo
Dalla sua data uscita fino ad oggi il videogioco ha venduto più di un milione di copie in tutto il mondo, convincendo la Jupiter e la Disney Interactive Studios a lavorare a ben due sequel.
- Spectrobes: Oltre i portali uscito ad ottobre 2008 in Giappone ed in Europa il 20 marzo 2009 per la console Nintendo DS.
- Spectrobes: Le origini uscito ad agosto 2009 per la console Nintendo Wii.